# Patargo
Patargo ist ein Arrondissement im Département Donga im westafrikanischen Staat Benin. Es ist eine Verwaltungseinheit, die der Gerichtsbarkeit der Kommune Djougou untersteht.

## Demografie und Verwaltung
Gemäß der Volkszählung 2013 des beninischen Statistikamtes INSAE hatte das Arrondissement 27.955 Einwohner, davon waren 13.827 männlich und 14.128 weiblich.
Von den 122 Dörfern und Quartieren der Kommune Djougou entfallen zehn auf Patargo:
1. Abintaga
2. Dabogou
3. Démsihou
4. Donwari
5. Korokou
6. Monmongou
7. Nanogou
8. Partago
9. Téprédjissi
10. Vanhoui